# Devi Saha
Devi Saha (* 6. Oktober 1975 in Leoben) ist eine österreichische Kostüm- und Bühnenbildnerin, Modistin sowie Illustratorin.

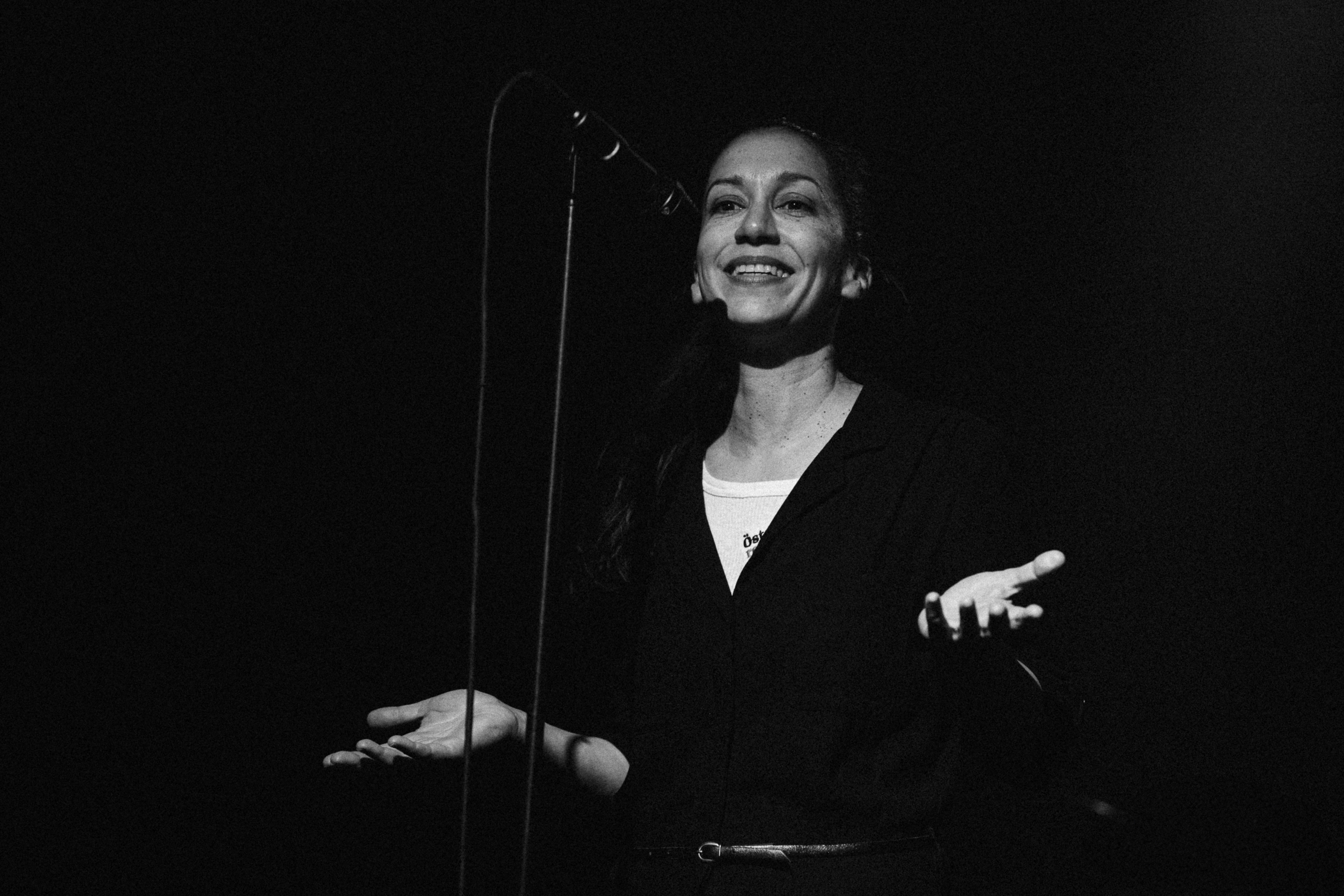
2023 beim Festival „Österreich ist frei“ in der Cselley Mühle, Oslip

## Tätigkeit und Ausbildung
Devi Saha studierte Kunstgeschichte an der Karl-Franzens Universität Graz und absolvierte die Modeschule Wien im Schloss Hetzendorf mit dem Schwerpunkt Modell-Modisterei.
Als Kostümassistentin arbeitete sie mit Marie-Jeanne Lecca und Monika Biegler.
Devi Saha ist seit 2006 in zahlreichen Produktionen als Kostüm- und Bühnenbildnerin für Theater, Oper und Tanz tätig.
2014 kehrte sie als Werkstätten-Lehrerin für den Schwerpunkt „Modell-Modisterei“ an die Modeschule Wien im Schloss Hetzendorf zurück.
2016 gründete sie mit Gerti Rindler-Schantl das Label „die Viecherei“. Gemeinsam entwerfen und fertigen sie Maskottchen, Tierkostüme, Masken, Flügel etc. für Film, Theater und Business.
2020 und 2021 designte und fertigte „die Viecherei“ die Kostüme für The Masked Singer Austria Staffel 1 und 2. Der Kurier, der Standard und die Kronen Zeitung berichteten unter anderen.
Auf Spotify wurde ein Podcast mit Hintergrundgesprächen zur Entstehung der Kostüme veröffentlicht.
2023 veranstaltete Devi Saha gemeinsam mit dem Lyriker Thomas Andreas Beck das Festival „Österreich ist frei – Symposion für poetisch-politische Inspiration“ in der Cselley Mühle, Oslip.
2025 co-kuratierte sie mit Thomas Andreas Beck das Festival „Stille führt“.
Sie illustrierte das Kinder-Musikbuch „Jo! Als die Träume Walzer lernten“ von Flo Staffelmayr  und Julia Meinx, erschienen im Wortweit Verlag, das im Auftrag und in Kooperation mit Superar und dem Johann Strauss Wien 2025 Festjahr entstand.

## Kostümbild (Auswahl)
- 2025 Faust - Oper Wuppertal[12]
- 2023 Cinderella – Oper Wuppertal[13]
- 2022 Das dunkle Geheimnis des Herrn Paganini – ARTE / ORF
- 2021 Proserpina – Neue Oper Wien[14]

Tank/site specific – Doris Uhlich
- 2019 Was ihr wollt – Dschungel Wien[15]
- 2018 Der Wind in den Weiden – Kasino / Burgtheater Wien[16]

Radio Freedom – Next Liberty Graz / Dschungel Wien
- 2017 Die Kaiserin – Bühne Baden
- 2016 TEDx Vienna – MAK Wien

Second Skin – Michael Turinsky
- 2015 Wild*Things – Dschungel Wien / Tanz*Hotel

Medusa*Expedit – Tanz*Hotel
- 2014 Die Kleine Hexe – Landestheater Coburg[17]
- 2011 Soliman*Revisited – Odeon Wien / Tanz*Hotel
- 2010 Dantons Tod – Neue Oper Wien[18]
- 2009 Märchenkarussell – Märchensommer NÖ
- 2008 Hex Mex – Märchensommer NÖ
- 2007 Die Minderleister – Schauspielhaus Graz -

Godzilla`s Dreams – Al Qwami Theater Kairo / Tanz*Hotel
- 2006 Requiem für Piccoletto – Neue Oper Wien

König Ödipus – Schauspielhaus Basel
Krach in Chiozza – Max Reinhard Seminar Wien
- 2005 Eva – Léhar Festival Bad Ischl mit Monika Biegler

## Kostüm- und Bühnenbild (Auswahl)
- 2022 God is a band – Wolf Collective
- 2021 Blade.Unwichtig – Das Bernhard Ensemble

Auf den Kopf gestellt – Wolf Collective
- 2020 Die grauenvolle Entdeckung des Jakob Levy Moreno – Das Bernhard Ensemble
- 2019 Kein Groschen Brecht – Das OFF Theater

This is what happened in the telephone booth – Organic Revolt / Das Bernhard Ensemble
- 2018 Liliom Club – Das Bernhard Ensemble[19]

Ich, Zarah – Das OFF Theater
- 2017 Taxi Speiber – Das Bernhard Ensemble

Beet.Symph.Fünf – Netzzeit
- 2016 Weltuntergang Melancholia – Das Bernhard Ensemble

Die Stadt sind wir – Dschungel Wien Eröffnung